# Implementační plán ze Světového summitu o udržitelném rozvoji
Implementační plán ze Světového summitu o udržitelném rozvoji (známý také pod označením Implementační plán z Johannesburgu) je dokument zabývající se udržitelným rozvojem, který přijala Organizace spojených národů na Světovém summitu o udržitelném rozvoji (známý také pod názvem Summit země 2002). Summit se konal v jihoafrickém Johannesburgu v roce 2002 ve dnech 26. srpna - 4. září. 
Dalším schváleným dokumentem vzešlým z tohoto summitu je Johannesburská deklarace o udržitelném rozvoji (zkráceně Johannesburská deklarace). Z pohledu České republiky lze Implementační plán označit za úspěšný, neboť v něm: ,,...byly potvrzeny všechny formulace týkající se vzdělávání a vědy, které ČR v průběhu přípravného procesu i na vlastním Summitu prosazovala. Byla schválena jedna partnerská iniciativa předložená ČR (tzv. Visegrádská letní škola rozvojové pomoci) a ke dvěma významným iniciativám se ČR připojila (k iniciativě environmentálního partnerství Východ-Západ předložené EU, Gruzií a Ukrajinou a k britské environmentální iniciativě z oblasti energetiky).”

## Význam
Implementační plán navázal na dokumenty z Ria de Janeira (Agendu 21 a Deklaraci konference OSN o životním prostředí a rozvoji). Jedná se o jeden z nejdůležitějších dokumentů mezinárodního významu, který se zabývá nejen teoretickou stránkou udržitelného rozvoje a zhodnocením dosavadních výsledků, ale i obecnými návrhy na jeho praktickou implementaci do národních a mezinárodních strategií udržitelného rozvoje. 
Nekonkretizuje však jednotlivá opatření a nenavrhuje konkrétní účinná řešení. Protože se jedná o dokument měkkého právního významu (tzv. soft law), neušel tradiční kritice pro svou právní nevymahatelnost, která provází podstatnou část dokumentů vzešlých z mezinárodních konferencí OSN. Udržitelný rozvoj je v dokumentu chápán jako holistická koncepce. Hlavní důraz se neklade na jeho environmentální aspekt, nýbrž na symbiózu všech pilířů - environmentálního, sociálního a ekonomického. Význam summitu nespočíval pouze v přijetí výše uvedeného usnesení, ale i v setkání rozličných zájmových skupin a rozproudění diskuzí na téma udržitelného rozvoje, které pokračovaly i po skončení summitu. 

## Struktura
Dokument je strukturován do úvodní části a deseti základních součástí. První část se zabývá vymýcením chudoby; druhá pojednává o změně neudržitelných vzorců spotřeby a výroby; třetí se zaměřuje na ochranu a řízení základny přírodních zdrojů pro hospodářský a sociální rozvoj; čtvrtá pojednává o udržitelném rozvoji v globalizujícím se světě; pátá se zabývá problematikou zdraví a udržitelného rozvoje; šestá prezentuje aspekty udržitelného rozvoje malých ostrovních států; sedmá nastiňuje problémy a možná řešení spjatá s udržitelným rozvojem Afriky; osmá pojednává o dalších regionálních iniciativách (zejm. v Latinské Americe, Karibiku, Asii a Tichomoří a EU); devátá část navrhuje prostředky implementace; a desátá završující část dále rozpracovává možnosti institucionálního rámce pro udržitelný rozvoj (v jednotlivých podčástech se zabývá cíli udržitelného rozvoje; posilováním institucionálního rámce pro udržitelný rozvoj na mezinárodní úrovni; úlohou valného shromáždění OSN; úlohou hospodářské a sociální rady, úlohou a funkcí Komise pro udržitelný rozvoj; úlohou mezinárodních institucí; posilováním institucionálních opatření pro udržitelný rozvoj na regionální úrovni; posilováním institucionálního rámce pro udržitelný rozvoj na národní úrovni; účastí hlavních zájmových skupin).